# 相米慎二
相米 慎二 （そうまい しんじ、1948年1月13日 - 2001年9月9日）は、日本の映画監督。
岩手県盛岡市生まれ、北海道育ち（本籍地は青森県）。北海道釧路江南高等学校卒業、中央大学文学部中退。

## 経歴
1948年1月13日、盛岡市で生まれた。父親の転勤で6歳の時に北海道標茶町に移り住んだ、1958年に父親を失う。その後も道内で転居が重なり、小学校5年の時に札幌市、中学3年の時に釧路市に移る。北海道釧路江南高等学校を卒業し、中央大学文学部に進学、大学時代は日本革命的共産主義者同盟（第四インターナショナル日本支部）に所属して三里塚闘争に参加していた。大学時代の友人によれば、相米は高校生時代からの正真正銘のトロツキストであった。三里塚闘争では現地闘争本部を指揮したが、相米が闘争を離脱後、その後任者が強姦事件を起こす。しかし相米本人は『カドカワ』に連載されたエッセイで「学生運動には参加していない」とも書いている。
1972年に中央大学を中退、長谷川和彦の口利きで契約助監督として日活撮影所に入所した。長谷川や曽根中生、寺山修司の下で主にロマンポルノの助監督を務めた。助監督時代には杉田 二郎のペンネームも用いている。1976年にフリーランスとなる。
1980年、薬師丸ひろ子主演の『翔んだカップル』で映画監督としてデビューした。翌1981年、『セーラー服と機関銃』で興行的な成功を収めた。1982年6月、長谷川和彦、根岸吉太郎ら若手監督9人による企画・制作会社「ディレクターズ・カンパニー」（ディレカン）を設立。1983年には吉村昭原作の『魚影の群れ』を発表。1985年の『台風クラブ』は第1回東京国際映画祭でグランプリを受賞し、キネマ旬報「オールタイムベスト・ベスト100」日本映画編(1999年版)の55位にランクインしている。同年、斉藤由貴の映画デビュー作となった『雪の断章 情熱』を監督した。また、同年のロマンポルノ作品『ラブホテル』は賛否両論を呼んだ。
その後、1993年の『お引越し』で芸術選奨文部大臣賞を受賞。同作は第46回カンヌ国際映画祭のある視点部門に出品された。翌1994年には湯本香樹実原作の『夏の庭 The Friends』を発表。湯本に原作小説を執筆するように勧めたのも相米監督であった。1998年の『あ、春』は1999年度キネマ旬報ベスト・テンの第1位に選出されたほか、第49回ベルリン国際映画祭で国際映画批評家連盟賞を受賞した。2001年、小泉今日子主演の『風花』を発表。一方で、1985年より数々のCMの演出を手がけ、また1991年と1993年には三枝成彰作曲のオペラ『千の記憶の物語』の演出を担当している。
2001年10月には舞台初演出となる『Defiled』の上演、また翌2002年には自身初の時代劇での監督作品となる浅田次郎『壬生義士伝』の映画化作品のクランクインを予定していたが、2001年6月、体調不良のため病院で検査を受けたところ肺癌を告知され、同年8月中旬より療養生活を送るも、9月5日に容体が急変し、9月9日16時10分に神奈川県伊勢原市の病院で死去した。53歳没。同年1月公開の『風花』が遺作となった。生涯独身であった。葬儀は9月14日に築地本願寺にて営まれた。

### 没後
没後は青森県三戸郡田子町相米地区にある先祖代々の墓に埋葬され、同地区には「相米慎二慰霊碑」が建立された。俳優らが墓参に訪れるようになり、町役場などが十三回忌の2013年に「しのぶ会」を開いて約70人が参加。翌2014年からは命日である9月9日前後に作品上映や俳優らによる語りがある「相米慎二監督映画祭り」に発展した（新型コロナウイルス感染症の影響で2020年と2021年は中止）。町役場は台本、小道具など関連資料も収集しており、常設展示も検討している。

## 演出技法
相米が、かつて日活で演技経験のないロマンポルノ女優を育てた際の経験が、少年少女期にある俳優を鍛える指導法に活かされた。
演技の説明をせず役者自身に芝居を考えさせ、相米が納得するまで何回でも繰り返し演じさせた。相米の厳しさに撮影現場で多くの女優が泣いているが、そんな彼女たちが完成した映画を見ると相米とまた仕事したいと言ったと寺田農は話している。その理由として、自分で発見した演技は躍動感があり、自分で考えた演技は輝きを持ち、役者冥利に尽きるからと説明している。
伊地智啓によれば、相米映画の原点は決まりきった芝居の先にある、監督も役者本人も予想不可能な何かを求める姿勢にあると述べている。

## エピソード
薬師丸は映画『セーラー服と機関銃』で、生身の姿を人前にさらけ出す覚悟がカメラの前に立つには必要であること、演じることの厳しさ、怖さを相米監督から教わったと話している。そして、あの時期があったからこそ、薬師丸は女優を続けられていると感謝している。
斉藤由貴は、主演した『雪の断章 -情熱-』のバイクのシーンで、意図的にケガをして撮影から逃れようと考えるなど、現場のつらかった思い出しかなかったと振り返るが、映画の撮影が終了を迎える頃、相米から「10年後、大人になった斉藤と再度仕事をしたい」と言われる。実際に10年以上経過してから、『あ、春』の話があり、不安もあったが絶対出るべきだと迷わず出演を決めた。リハーサル数は5分の1くらいに、監督の草履は靴に変わっていた。監督の前に出ると嘘がつけず、余分な垢が付いた自分を発見させられ、斉藤にとって相米との出会いは自分を見直すターニングポイントになったと話している。
1986年当時、相米は薬師丸、河合美智子、斉藤由貴らの若手女優が「一人前の役者」になるために映画をやっているのであって、歌手が歌の合間にやるというのとは別なので、そういう意味では「アイドル映画」など撮影したことなどないと発言している。
脚本家の田中陽造は、脚本の修正を要求されることがなく、仕事のし易い相手だったと言い、監督には甘えさせてもらったと回顧している。
俳優の寺田農は、相米の監督第2作『セーラー服と機関銃』から遺作『風花』まで、『東京上空いらっしゃいませ』を除く全ての作品に出演した常連俳優であった。『お引越し』では、映画本編への出演はないが、メイキングのナレーションを担当している。ただし『魚影の群れ』、『光る女』では、クレジットは表記されているが、完成作品では1カットも出演していない。また『台風クラブ』では、老人に見える特殊メイクを施していることとロングショットのため、誰が演じているのかが判別できない出演シーンとなっている。
『魚影の群れ』に主演した夏目雅子は、「相米監督がさあ、私にイメージじゃない、って言うの。夏目さんは洗練され過ぎていて、漁師の娘に見えない、って。イメージじゃなきゃあ、最初からキャスティングしなきゃいいじゃない。なのに毎日畳の上に正座させて説教するんだけど急に変わるわけないよね。親がそういう風に育てなかったのに、今更言われてもしょうがないでしょ、って言ったの。でも、相手は監督だからしょうがない、毎日付き合ってあげたけど、あまり頭よくないよね」と苦言している。
プライベートではギャンブル好きで、競馬や競輪に出かけることが多く、仕事をすっぽかしてまで賭けに行くこともしばしばだったという。同じくギャンブル好きで知られる囲碁棋士の藤沢秀行とは、相米が囲碁好きでもあり、また生前に藤沢を題材としたドキュメンタリー映画を制作する企画が持ち上がったことから交友があり、2009年12月には相米が撮影した映像を元に構成されたETV特集『迷走 碁打ち・藤沢秀行という生き方』（NHK教育）が放送されている。
映画評論家の高崎俊夫によれば、相米は日本映画ベスト3に『小原庄助さん』、『たそがれ酒場』、『女が階段を上る時』を挙げた。洋画のベスト3の一本は『カビリアの夜』だった。

## 書籍
- 著書『相米慎二 最低な日々』A PEOPLE、2021年9月。ISBN 978-4909792228
- 『シネアスト 相米慎二』キネマ旬報社、2011年10月。ISBN 978-4873763804
- 『甦る相米慎二』木村建哉・藤井仁子・中村秀之 編、キネマ旬報社、2011年10月。ISBN 978-4900997325
- 『相米慎二という未来』金原由佳・小林淳一 編、東京ニュース通信社、2021年9月。ISBN 978-4065252765

## 作品

### 映画

#### 監督作品
- 翔んだカップル （1980年）
- セーラー服と機関銃 （1981年）
- ションベン・ライダー （1983年）
- 魚影の群れ （1983年）
- ラブホテル （1985年）
- 台風クラブ （1985年）
- 雪の断章 -情熱- （1985年）
- 光る女 （1987年）
- 東京上空いらっしゃいませ （1990年）
- お引越し （1993年）
- 夏の庭 The Friends （1994年）
- かわいいひと（1998年）※ビデオ題「ポッキー坂恋物語 かわいいひと」
- あ、春 （1998年）
- 風花 （2001年）

#### 助監督作品
- 続・レスビアンの世界 −愛撫−（1975年、曽根中生監督）
- 女高生100人（秘）モーテル白書（1975年、曽根中生監督）[注 2]
- ホステス情報 潮ふき三姉妹（1975年、曽根中生監督）[注 3]
- キャンパス・エロチカ 熟れて開く（1976年、武田一成監督）[注 4]
- 青春の殺人者（1976年、長谷川和彦監督）[注 4]
- 草迷宮（1979年（フランス）、1983年（日本）、寺山修司監督）
- 太陽を盗んだ男（1979年、長谷川和彦監督）

### オペラ
- 千の記憶の物語（1991年、1993年、三枝成彰作曲） - 演出

### 舞台
- Defiled（2001年） - 演出[注 5]（東京公演：アートスフィア 10月25日 - 11月4日）

### CM
- 日産自動車 セフィーロ（1994年 - 1997年）
- 日本たばこ産業 フロンティア（1995年）
- 日清製粉 ラン・プロミール（1996年）
- 江崎グリコ 「ポッキー坂恋物語」（1996年 - 1997年）
- 資生堂 ピエヌ（1997年）
- サークルK 企業CM、98（1998年）
- サッポロビール 黒ラベル（1999年）
- NTTドコモ四国（2000年）
- ヤマハ発動機 マリン事業（2000年）